# Antje Diller-Wolff
Antje Diller-Wolff (* 12. August 1974 in Mönchengladbach) ist eine deutsche Journalistin, Buchautorin und Fernsehmoderatorin.

## Leben
Antje Diller-Wolff wuchs in Mönchengladbach auf. Nach dem Abitur am Gymnasium an der Gartenstraße studierte sie Anglistik und Medienwissenschaften an der Heinrich-Heine-Universität Düsseldorf und schloss mit Magister Artium ab. Parallel arbeitete sie als Hörfunk-Moderatorin zunächst beim NRW-Lokalsender Radio 90,1 Mönchengladbach und in der Hörfunk-Agentur M zwei in Viersen unter der Leitung des Berliner Star-Radiomachers Christian Graf. Nach kurzer Station beim WDR wechselte sie beruflich nach Hamburg. Von 1995 bis 2000 moderierte Antje Diller-Wolff alle Sendungen bis hin zur Morgenshow bei N-Joy Radio, dem Jugendprogramm des NDR in Hamburg. Die Frühsendung wurde bimedial im Fernsehen ausgestrahlt. Das Hamburg-Journal des Norddeutschen Rundfunks (NDR)  holte sie als Live-Reporterin zum Fernsehen. Dort moderierte sie bis 2007. Während dieser Zeit unterrichtete sie als Dozentin außerdem an der Nanyang Universität Singapur am Lehrstuhl für Journalistik und Kommunikationswissenschaften und nahm dort Examina ab.
2007 gründete Diller-Wolff die Produktionsfirma „shs medien“ in Neuenkirchen. Sie realisiert seitdem Imagefilme für Unternehmen, Filme für Crowdfunding-Kampagnen sowie größere Produktionen für die Kinoleinwand. Für arte und Spiegel TV dreht sie Dokumentarfilme, unter anderem für Spiegel TV Extra, die Spiegel TV Dokumentation und Spiegel TV Special, meistens mit den Schwerpunkten Sozialreportagen oder Familienpolitik. Für das ZDF moderierte sie die Sendung Raus aufs Land – Wege durch Deutschland.
Seit 2011 veröffentlicht Diller-Wolff Bücher, unter anderem über das Stillen und über Kindererziehung.
2015 war sie maßgeblich beteiligt an der Gründung des Webportals www.unternehmerinnen.tv. 2016 initiierten sie und Anika Schön Stimmen der Flucht – die Frauen im Camp, eine Filmdokumentation von Flüchtlingen über geflohene Frauen im Aufnahmelager „Camp Fallingbostel-West“.
Antje Diller-Wolff arbeitet außerdem als Kommunikations- und Medientrainerin, unter anderem in Weiterbildungsprogrammen von Industrie- und Handelskammern, Landwirtschaftskammern und Handwerkskammern, sie trainiert Politiker und Führungskräfte deutscher Firmen und Verwaltungen. Sie moderiert Veranstaltungen und Podiumsdiskussionen in den Bereichen Politik, Kultur und Wirtschaft.
Nachdem sie 2014/2015 am Internationalen Institut für Begabungsforschung der Universität Münster zum ECHA-Coach „Specialist in Coaching the Gifted“ ausgebildet wurde, hält sie Vorträge zum Thema Hochbegabung und berät hochbegabte Kinder und Erwachsene.
Antje Diller-Wolff ist verheiratet, hat zwei Söhne und lebt bei Hamburg. Sie ist Mitglied von Intertel und Mensa in Deutschland.

## Ehrenamt
Ehrenamtlich engagiert sich Diller-Wolff in der PR-Abteilung bei Zonta International, Zontaclub Hamburg Hanse. Sie ist zweite Vorsitzende im Unternehmerinnen-Netzwerk U-Netz Heidekreis e.V. und ist Vorstandsmitglied im „Mehrgenerationenhaus Schneverdingen“. Als Kulturbeauftragte ist sie Initiatorin und Organisatorin der Kinderkonzertreihe Klassik für kleine Ohren und des Konzertprojektes Konzert der Generationen. Sie ist Mitglied im Beirat des Überbetrieblichen Verbunds Heidekreis. Antje Diller-Wolff übernahm 2015 auf Wunsch der Mentor-Vereine im Heidekreis im Juni 2015 die Schirmherrschaft für den gesamten Landkreis. Sie leitet ehrenamtlich einen Informationskreis zum Thema Hochbegabung für Lehrer, Erzieher und Eltern. Sie veröffentlicht außerdem ehrenamtlich Buchempfehlungen für Kinder und Jugendliche in verschiedenen Medien, darunter das Magazin von Mensa Deutschland und der DghK.

## Ehrungen und Auszeichnungen
- 2014 wurde Antje Diller-Wolff vom Bundeswirtschaftsministerium als Vorbild-Unternehmerin in der Initiative Frauenunternehmen ausgezeichnet.[18]
- 2018 wurde Antje Diller-Wolff für den Deutsch-Französischen Journalistenpreis (DFJP) 2018 in der Kategorie Fernsehen nominiert.[19]

## Werke
- Alle meine Babys. 20 Hebammen erzählen vom schönsten Beruf der Welt. Schwarzkopf & Schwarzkopf, Berlin 2011, ISBN 978-3-86265-014-9.
- Teenagermütter – 20 Mädchen und Expertinnen erzählen von den Herausforderungen der frühen Elternschaft. Schwarzkopf & Schwarzkopf, Berlin 2011, ISBN 978-3-86265-068-2.
- Glück und Leid des Stillens – Geschichten von Müttern, Babys und Experten. Schwarzkopf & Schwarzkopf, Berlin 2012, ISBN 978-3-86265-124-5.
- Rabenmütter und Heimchenväter – Von Frauen mit Kind im Beruf und Männern in Elternzeit. Schwarzkopf & Schwarzkopf, Berlin 2013, ISBN 978-3-86265-211-2.